# Zero 5
Zero 5 est un jeu vidéo de combat spatial développé par Caspian Software Ltd., sorti en 1994 sur Atari ST  et en 1997 sur Jaguar.

## Accueil
- ST Format : 92%[1]